# Brda (rivière)
Pour les articles homonymes, voir Brda.
La Brda (allemand Brahe) est une rivière du nord-ouest de la Pologne, et un affluent de la rive gauche de la Vistule.

## Géographie
Elle a une longueur de 238 km et son bassin hydrographique couvre une surface de 4 634 km2. Elle rejoint la Vistule à Bydgoszcz. Elle est un des hauts lieux du kayak en Pologne. Elle est aussi la frontière du Parc national de la forêt de Tuchola ; elle a pour affluent dans cette zone la Struga Siedmiu Jezior.
De 1956 à 1962, un lac artificiel (1600 ha, 81 millions de m3) a été construit sur la rivière.
De l’amont vers l’aval, la Brda traverse les villes suivantes :
- Tuchola
- Koronowo
- Bydgoszcz

## Galerie

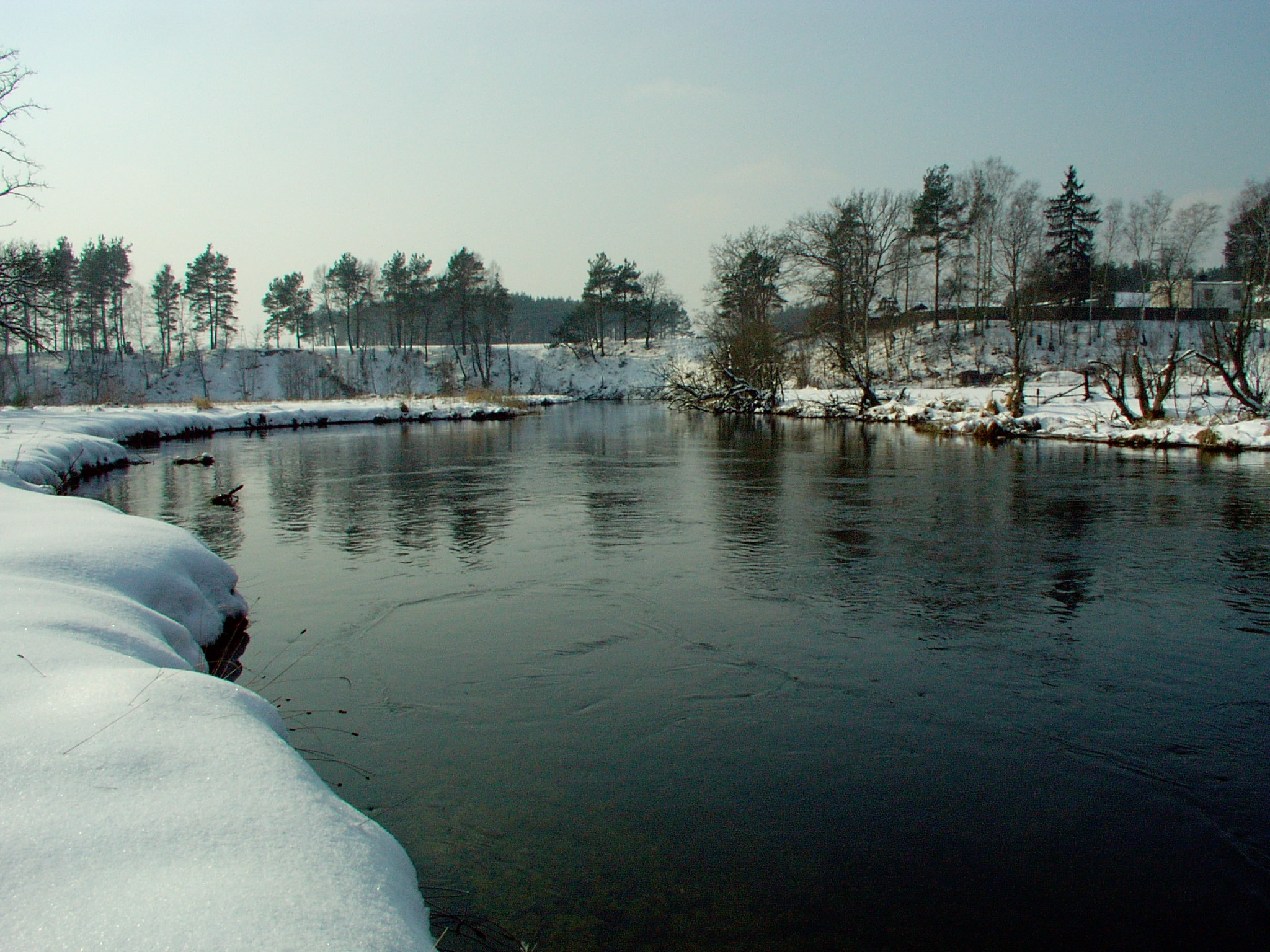
La Brda en hiver.
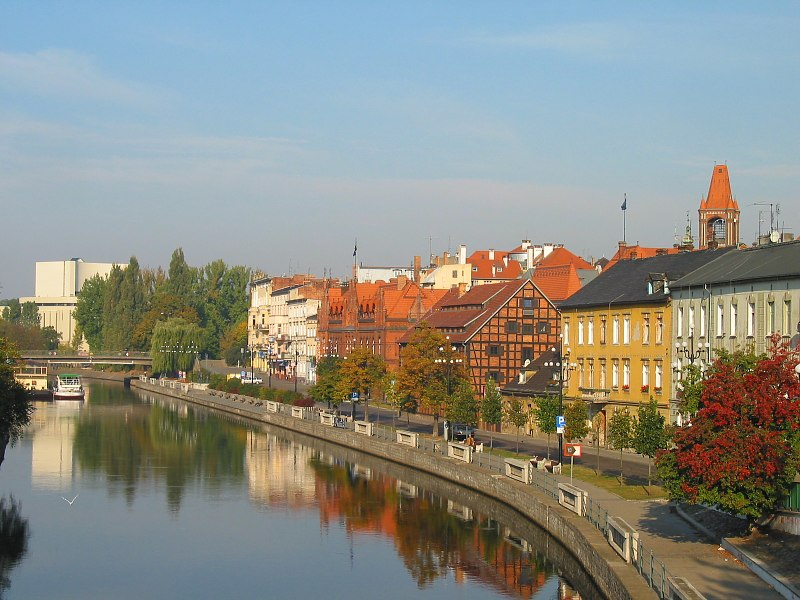
La Brda à Bydgoszcz.
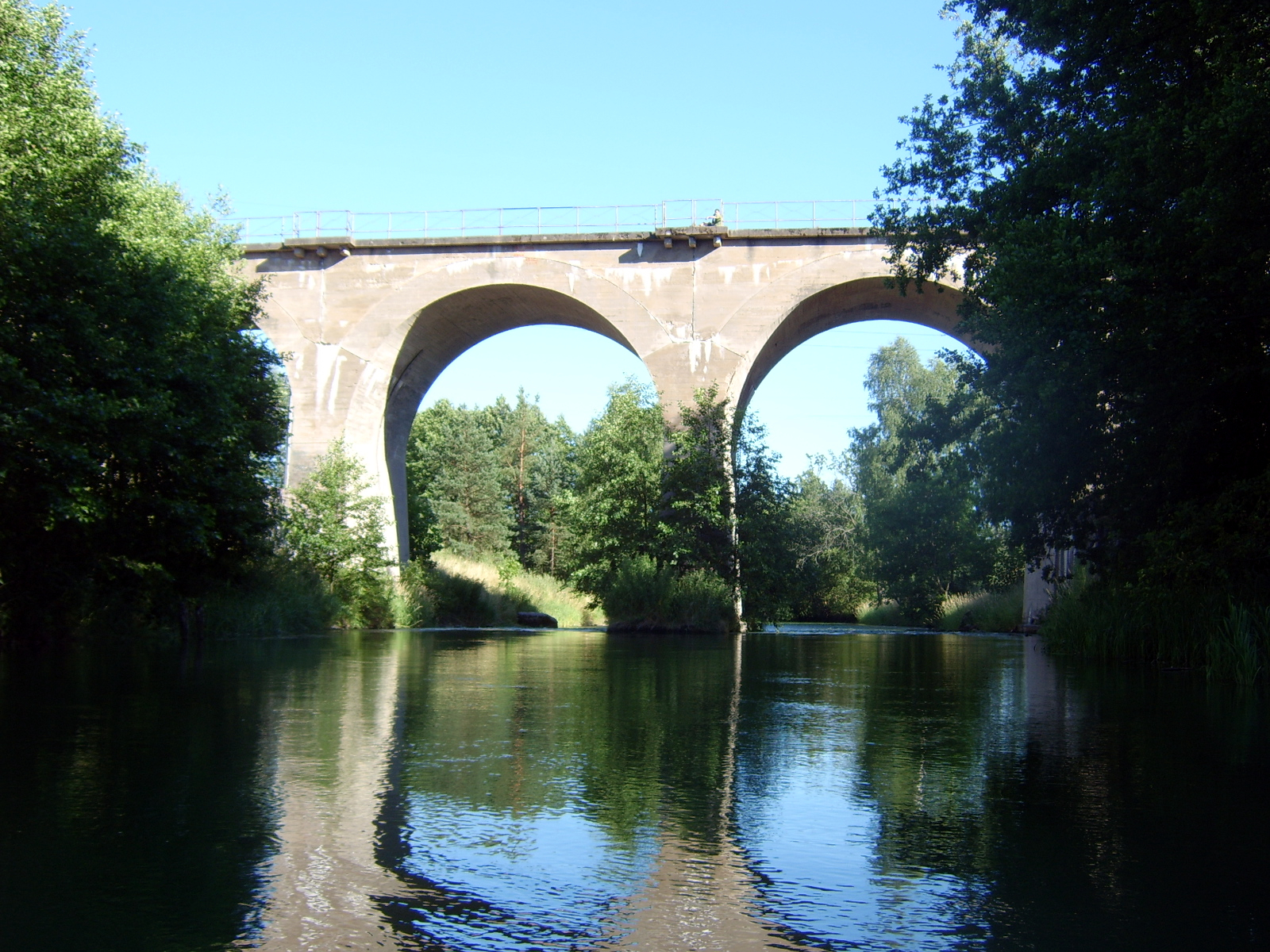
Un pont sur la Brda.